# 지구연합
지구연합(일본어: 地球連合)은 TV 애니메이션 《기동전사 건담 SEED》 및 《기동전사 건담 SEED DESTINY》에 등장하는 가공의 국가연합이다.
자프트의 건군에 따라 국제연합의 발전적 해체를 통해 새롭게 성립한 국제 조직이다. 또한 지구연합이 실력 행사를 위해 조직한 상비군으로서의 무력 집단을 지구연합군(일본어: 地球連合軍)이라고 한다.
대부분의 경우 지구연합은 연합, 지구연합군은 지구군, 연합군으로 약칭된다. 또한 지구연합은 영어로 "O.M.N.I：Oppose Militancy & Neutralize Invasion", 지구연합군은 영어로 "O.M.N.I.Enforcer：Oppose Militancy & Neutralize Invasion Enforcer"로 표기한다.

## 같이 보기
- 기동전사 건담 SEED